# Vauxhall Carlton
Cet article court présente un sujet plus développé dans : Opel Rekord#Opel Rekord E et Opel Omega#Opel Omega A.

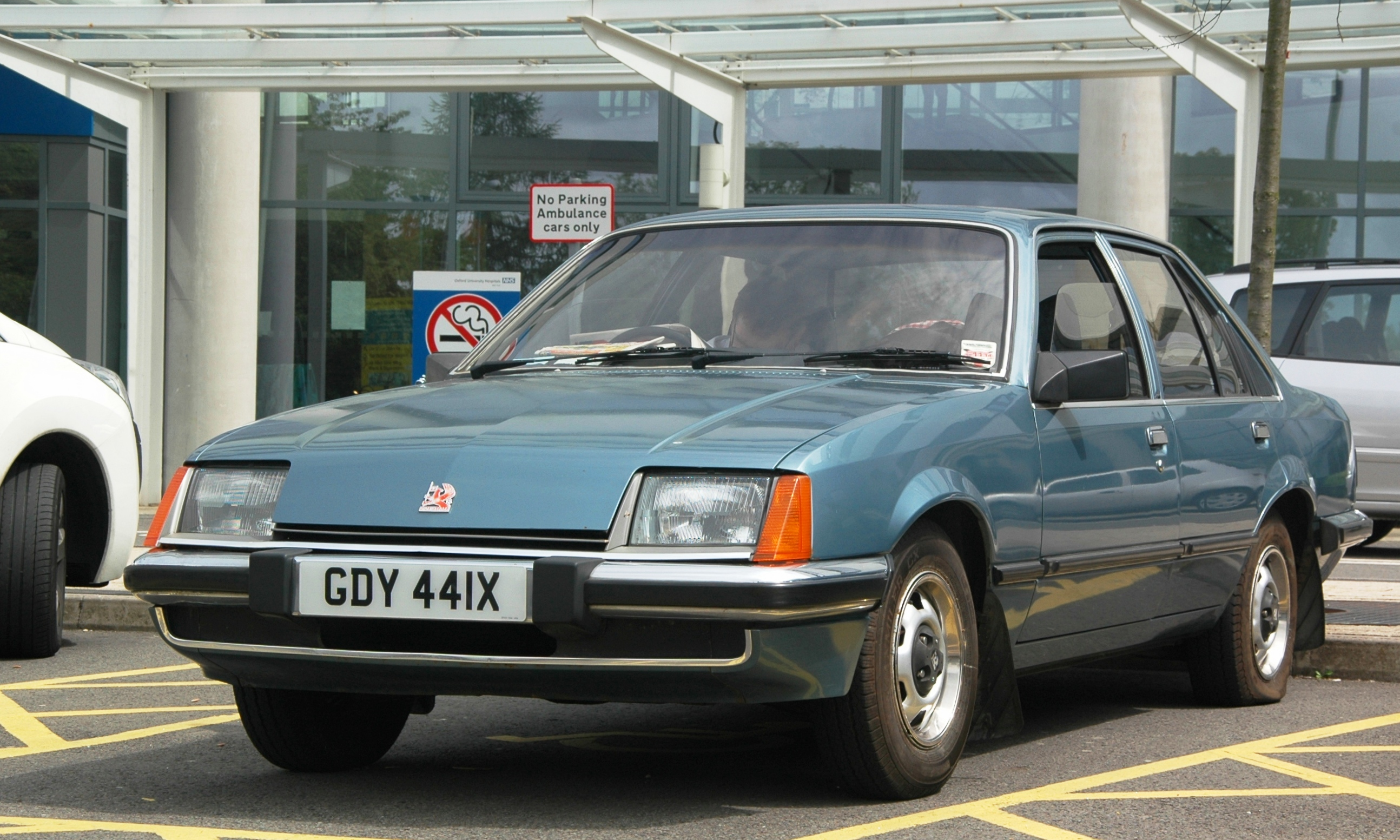
Vauxhall Carlton Mk 1

Au Royaume-Uni, le terme Vauxhall Carlton désigne deux modèles produits par Vauxhall Motors :
- La Vauxhall Carlton I, une version rebadgée et modifiée de l'Opel Rekord E (1978-1986) ;
- La Vauxhall Carlton II, adaptation de l'Opel Omega A (1986-1994).